# Terminalia litoralis
Terminalia litoralis är en tvåhjärtbladig växtart som beskrevs av Berthold Carl Seemann. Terminalia litoralis ingår i släktet Terminalia och familjen Combretaceae. Utöver nominatformen finns också underarten T. l. tomentella.